# خانکوبان
خانکوبان (به انگلیسی: Khancoban) یک شهرک در استرالیا است که در نیو ساوت ولز واقع شده‌است.